# Chondracanthus tuberculatus
Chondracanthus tuberculatus is een eenoogkreeftjessoort uit de familie van de Chondracanthidae. De wetenschappelijke naam van de soort is voor het eerst geldig gepubliceerd in 1832 door Nordmann.